# Пепейн Лейндерс
Пепейн Лейндерс (нід. Pepijn Lijnders, нар. 24 січня 1983, Брукгейзен) — нідерландський футбольний тренер.

## Кар'єра

### Ранні роки
Ліндерс народився в Брукгейзені, провінція Лімбург, Нідерланди . У юнацькому віці був футболістом, проте після важкої травми, отриманої в сімнадцятирічному віці, був змушений завершити кар'єру і почати тренерське стажування.
2002 року Пепейн пройшов стажування в ПСВ, після чого приєднався до клубу, де тренував юнацькі команди. У 2006 році він покинув клуб, перейшовши до «Порту», де працюючи під керівництвом таких тренерів, як Вітор Байя та Андре Віллаш-Боаш, допомагав розвивати молодіжну академію «драконів». Під його керівництвом пройшли такі майбутні зірки як Жоао Фелікс, Рубен Невеш, Андре Гомеш, Андре Сілва, Діогу Далот, Гонсалу Пасієнсія та інші.

### «Ліверпуль»
Він провів вісім років у Португалії, перш ніж переїхати в «Ліверпуль» у 2014 році. Спочатку він також став тут тренером молодіжної команди, у складі якої тоді були інші майбутні зірки Трент Александер-Арнольд та Ріан Брюстер. Влітку 2015 року він був призначений помічником головного тренера першої команди Брендана Роджерса. Після того, як Роджерса звільнили в жовтні 2015 року, Лейндерс залишився у штабі його наступника Юргена Клоппа, з яким він побудував хороші стосунки і став першим асистентом.

### «Неймеген»
Влітку 2017 року деякі нідерландські футбольні клуби, в тому числі «Гоу Егед Іглз», виявили зацікавленість у призначенні Лейндерса головним тренером. Однак він вирішив залишитися вірним Клоппу і спочатку отримати свій найвищий тренерський диплом в Уельсі.
2 січня 2018 року Пепейн залишив Ліверпуль і став головним тренером нідерландського футбольного клубу «Неймеген», який на той момент грав у другому дивізіоні, підписавши контракт на півтора роки. Однак 17 травня того ж року його знову звільнили з команди після того, як клуб став лише третім у чемпіонаті, а потім вилетів у плей-оф за підвищення від «Еммена».

### Повернення в «Ліверпуль»
Через кілька тижнів, 5 червня 2018 року, було оголошено, що Лейндерс повернувся до «Ліверпуля», ставши помічником головного тренера Юргена Клоппа.
Після повернення Пепейн Лейндерс став частиною тренерського штабу, під керівництвом якого «Ліверпуль» зміг виграти Лігу чемпіонів, стати володарем Суперкубку УЄФА, вперше в клубній історії виграв Клубний чемпіонат світу, а також у 2020 році «червоні» вперше за тридцять років стали чемпіонами Прем'єр-ліги. У наступні роки клуб здобув ще один Кубок Англії, два Кубки ліги і Суперкубки Англії.
Коли 26 січня 2024 року Клопп оголосив, що покине «Ліверпуль» після закінчення сезону, було також оголошено, що Лейндерс покине клуб разом з ним.

### «Ред Булл» (Зальцбург)
15 травня 2024 року австрійський «Ред Булл» (Зальцбург) оголосив, що Лейндерс став новим головним тренером першої команди, змінивши звільненого Герхарда Штрубера. Лейндерс підписав контракт до середини 2027 року.